# Calau becfalçat de l'Índia
El calau becfalçat de l'Índia (Anthracoceros coronatus) és un calau. Els calaus són una família d'ocells tropìcals que es troben al Vell Món.
El calau coronat resideix a l'Àsia tropical del sud, des de l'Índia i Sri Lanka a l'est a Borneo. Té el seu hàbitat en la massa forestal oberta i en cultius.
Durant la incubació, la femella pon dos o tres ous blancs en un forat d'arbre, que tanca amb una mena de ciment fet de fang, fems i polpes de fruits. Només deixa una estreta obertura per on tot just el mascle pot fer arribar aliment a la mare i les cries.
Quan la mare i les cries ja no caben al niu, la mare rebenta el niu i en reconstrueix la paret per tal que tots dos progenitors puguin alimentar les cries.
El calau coronat és un calau gran, fa uns 65 cm de llargada. El seu plomatge és, en bona part, negre, tret de la panxa blanca, el pedaç de la gola, els costats de la cua i la vora de les ales. El bec és groc, amb un gran casquet negre al damunt. Tant els mascles com les femelles són semblants, excepte els immadurs que encara no tenen el casquet gaire gran.
Aquesta espècie és omnívora: menja tant fruites, com peix, com petits mamífers.
Actualment, es considera que aquesta espècie es troba força amenaçada a causa de la pèrdua del seu habitatge.